# Johannes King

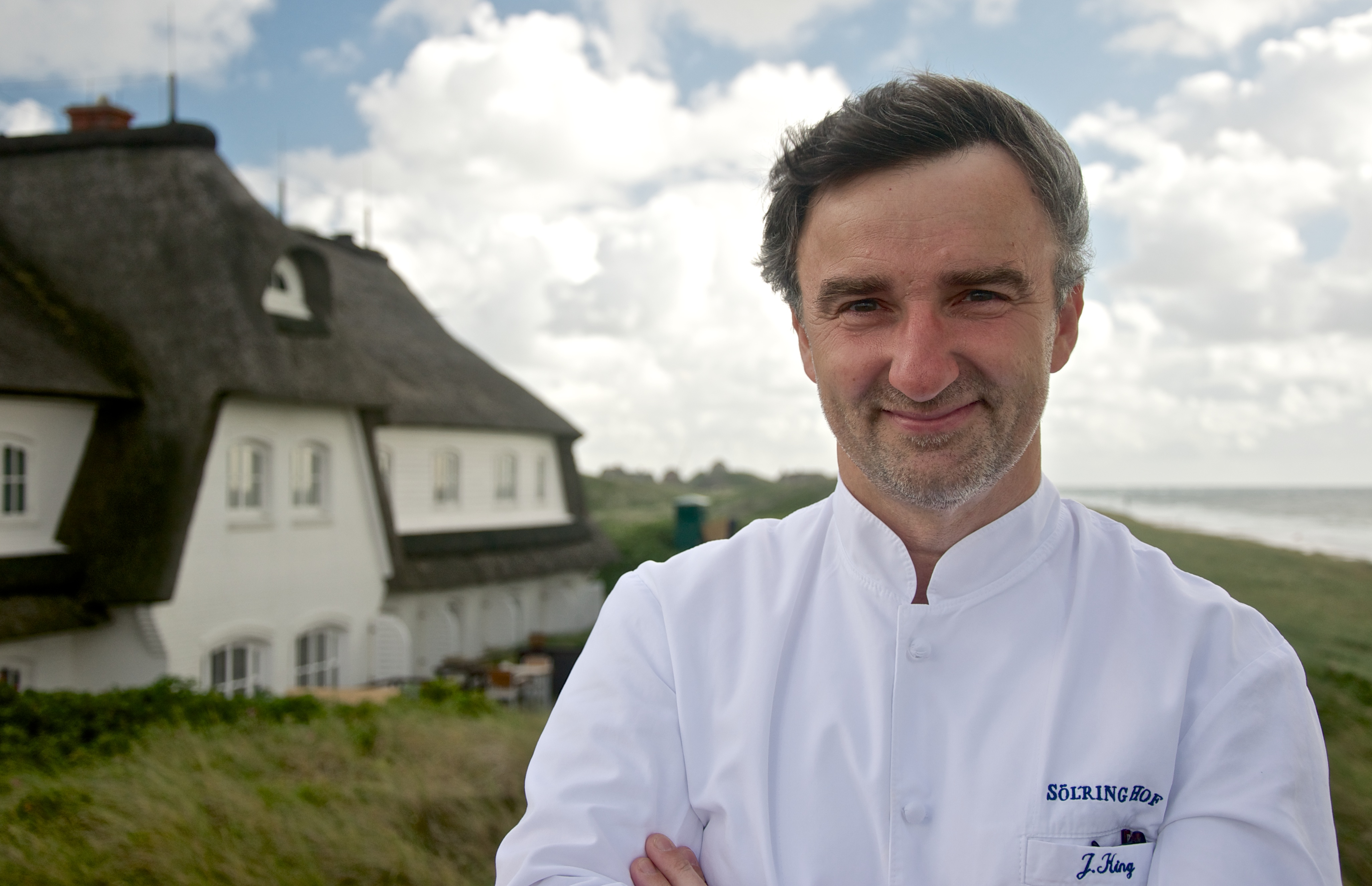
Johannes King vor dem Söl’ring Hof (2013)

Johannes King (* 27. August 1963 in Schramberg) ist ein deutscher Koch.

## Werdegang
King wuchs mit neun Geschwistern auf dem Bauernhof der Eltern im Schwarzwald auf. Er machte seine Ausbildung 1979 bis 1982 im Hotel Johanniterbad in Rottweil und wechselte 1983 zum Restaurant Franz Keller bei Franz Keller in Köln. 1984 folgte die Konditorei Oberlaa in Wien. 1985 begann er im Restaurant Restaurant Maitre bei Henry Levy in Berlin. 1986 wechselte er ins Restaurant Zum Hugenotten (heute Hugo’s) im Hotel InterContinental Berlin. 1987 trat er Weiterbildungsreisen zu französischen Spitzenköchen an, u. a. zu Chapel, Maximin, Troisgros, Girardet, Passard, Robuchon, Senderen, Roux, Blanc und Taillevent, und blieb 1988 im Burgund, im Hotel de la Poste, Saulieu.
1989 ging er für rund zehn Jahre als Küchenchef wieder nach Berlin in das Restaurant Grand Slam, wo er 1993 mit dem ersten Michelinstern ausgezeichnet wurde. 1998 war er Küchendirektor der Dorint AG.
Von 2000 bis 2021 war King Gastgeber im Dorint Söl’ring Hof in Rantum auf Sylt. Das Restaurant wurde mit einem, ab 2004 mit zwei Michelinsternen ausgezeichnet. Seit 2013 ist Jan-Philipp Berner gleichberechtigter Küchenchef. 2018 zog King sich von der operativen Restaurantleitung zurück.
2013 eröffnete Johannes King zusätzlich und gemeinsam mit seiner Frau Selina Müller den Genuss-Shop, in dem Feinkost verkauft wird.
Im Januar 2022 übernahm Jan-Philipp Berner den Söl’ring Hof von Johannes King, der sich auf den Genuss-Shop konzentrieren möchte. Im Oktober 2022 eröffnete Johannes King im Alten Keitumer Bahnhof, in dem er Produkte wechselnder Partner präsentiert.

## Mitgliedschaften
- Jeunes Restaurateurs d’Europe (Ehrenmitglied, Membre d’Honneur)

## Auszeichnungen
- 1993: Erster Michelin-Stern
- 1997: Aufsteiger des Jahres (Gault-Millau)
- 1998: Berliner Meisterkoch
- 2004: Zweiter Michelin-Stern
- 2013: Koch des Jahres (Der Feinschmecker)
- 2019: Koch des Jahres (Gault-Millau), zusammen mit Jan-Philipp Berner[6]
- 2022: Mentor des Jahres (Michelin)[7]

## Veröffentlichungen
- Deutschlands junge Spitzenköche kochen deutsch. Tre Torri Verlag, 2004, ISBN 3-937963-05-7.
- Johannes King. Collection Rolf Heyne, 2007, ISBN 978-3-89910-331-1. (Gourmet-Kochbuch)
- Das Kochbuch von Land und Meer. Collection Rolf Heyne, 2012, ISBN 978-3899105339.
- Johannes King Kocht: Großer Geschmack – meine besten Rezepte. Südwest Verlag, München 2022, ISBN 978-3-517101026.